# Splay
Splay è il primo album in studio del gruppo musicale statunitense Shiner, pubblicato nel 1996.

## Tracce
1. HeShe - 3:00
2. Brooks - 2:40
3. Complaint - 2:56
4. Bended Knee - 4:13
5. Fetch a Switch - 6:51
6. Slipknot - 3:15
7. Martyr - 4:06
8. Released - 5:08
9. Frown - 5:34
10. Pearle - 3:52